# Iván Casas
Pour les articles homonymes, voir Casas.
Casas  Buitrago est un nom espagnol. Le premier nom de famille, en général paternel, est Casas ; le second, en général maternel, souvent omis, est Buitrago.
Iván Mauricio Casas Buitrago, né à Tunja (département de Boyacá) le 12 juin 1980, est un coureur cycliste colombien.

## Repères biographiques
Il est le fils de Plinio Casas, un ancien coureur de valeur nationale (un podium au Tour de Colombie 1976) et surtout président de la fédération colombienne de cyclisme, décédé fin 2009. Il est également le neveu de Fabio Casas, coureur qui a participé au Tour de France 1983.  
En 2010, il remporte la médaille d'or du contre-la-montre des championnats panaméricains. En fin de saison, il gagne, dans son département d'origine, la XXXIIe Vuelta a Boyacá, disputée en l'honneur de son père.

### Saison 2011
En avril, il participe à une épreuve de l'UCI America Tour 2011, le Tour d'Uruguay. La 6e étape est divisée en deux secteurs. La première demi-étape est un contre-la-montre qui est annulé à cause des conditions météorologiques. Le commissaire de course Víctor Hugo Ramírez décide de maintenir le second secteur malgré la réprobation d'une grande partie du peloton. 27 coureurs prennent finalement le départ à l'heure dite, le reste du peloton les suivant 10 minutes plus tard. Mais à un kilomètre de l'arrivée, 65 concurrents décident de mettre pied à terre et franchissent la ligne hors-délais. Il n'y a plus que 30 participants au départ de la septième étape de la Vuelta Ciclista del Uruguay, un contre-la-montre que remporte Iván Casas pour s'emparer du maillot de leader. Malgré six victoires en dix étapes de l'Argentin Darío Díaz, Casas remporte la 68e édition du Tour d'Uruguay.
Un mois plus tard, il défend son titre de champion panaméricain du contre-la-montre, obtenu à Aguascalientes, un an auparavant. La compétition se déroule, dans le département d'Antioquia, sur un circuit de 20,2 km, à parcourir deux fois. À l'issue du premier tour, Casas possède un avantage de neuf secondes sur Leandro Messineo. Mais l'Argentin lui reprend douze secondes sur la seconde partie de l'épreuve. Casas doit se contenter de la médaille d'argent pour trois secondes. Deux jours après, il dispute la course en ligne. Les coureurs ont un circuit de seize kilomètres à parcourir onze fois. Dans le septième tour, un groupe de huit coureurs se forme à l'avant. Ces huit concurrents ne seront plus rejoints. Quatre Colombiens (dont Casas) en font partie.  Dans le dernier tour, Luis Felipe Laverde attaque dans une bosse et fait exploser le groupe. Casas terminera septième.
Fort de ces résultats, Casas se présente au départ du Tour de Colombie avec la ferme intention d'égaler son père (deuxième de l'épreuve en 1976). Bien que cinquième du prologue, très rapidement, il perd du temps et toute chance de bien figurer au classement général final. Lors du contre-la montre par équipes, il perd une minute et demie sur la formation de Sergio Henao et d'Óscar Sevilla. Le lendemain, lors de la troisième étape, il ne peut suivre le groupe de favoris et débourse quatre-vingt-dix secondes de plus. La quatrième étape le voit perdre vingt minutes. Il termine néanmoins le Tour, mais à la quarantième place, à près d'une heure du vainqueur Félix Cárdenas.
Début septembre, il remporte le championnat de Colombie du contre-la-montre, devançant de près d'une minute Wilson Marentes et Juan Carlos López. 
Au cours de la saison, il participe également à de nombreuses épreuves du calendrier national. Il remporte la Vuelta a la Costa et la Clásica de Funza (assorti à chaque fois d'une étape). Les 93 points engrangés au Tour d'Uruguay et aux championnats panaméricains lui permettent de finir à la douzième place de l'UCI America Tour 2011.

### Saison 2012
Moins d'un mois plus tard, il prend part à une échappée, dans la première étape du Clásico RCN 2011, qui lui permet d'endosser le maillot de leader de cette épreuve majeur du calendrier cycliste colombien, pour une journée. Il abandonne deux jours après, lors de la troisième étape, ayant perdu vingt-cinq minutes, la veille.
Il profite de son abandon prématuré, pour se reposer et préparer les épreuves de cyclisme sur route des Jeux panaméricains. Lors du contre-la-montre, bien que champion national, un mois auparavant, il ne peut rivaliser avec son compatriote Marlon Pérez et termine septième. Dans la course en ligne, avec Pérez puis Arango échappés, il reste dans le peloton et termine dix-neuvième à plus de quatre minutes du vainqueur, Marc de Maar.  
En novembre 2011, il remporte le Tour du Chiapas, épreuve de l'UCI America Tour 2012. Dans les échappées, lors des deux et troisième étapes, il s'empare du maillot de leader à l'issue de celles-ci. Puis, il résiste à son dernier contradicteur, le Chilien Víctor Muga, lors du contre-la-montre de la 6e et dernière étape.
Au mois d'avril, il dispute le Tour d'Uruguay, pour tenter de conserver son titre. Les sept premières étapes se terminent au sprint et le contre-la-montre de la huitième s'avère déterminant. Il le termine sixième et malgré sa volonté de renverser la situation dans les deux dernières étapes, elles se terminent groupés. Il achève, alors, le Tour à la cinquième place, avec les compliments du vainqueur Magno Nazaret, pour la pugnacité qu'il a mise, avec ses coéquipiers, pour garder son titre. Leader de la formation Boyacá Orgullo de América au Tour de Colombie 2012, il déclare forfait peu de temps avant le départ du prologue. Quelques semaines plus tard, il signe pour l'équipe de l'Élite amateur colombienne Formesan-Bogotá Humana-Pinturas Bler.
Deux mois après, il remporte la première étape de la Vuelta a Boyacá. Échappé avec une vingtaine de coureurs, il leur fausse compagnie à douze kilomètres de l'arrivée et termine en solitaire. Il obtient un avantage de deux minutes et demie sur les principaux favoris, piégés dans le peloton principal. La deuxième étape, un contre-la-montre de 42,3 km, semble favoriser Casas, que beaucoup d’observateurs voient déjà remporter sa troisième Vuelta a Boyacá. Mais le lendemain, le col de deuxième catégorie, placé sur le parcours, ne lui est pas favorable et il doit céder le maillot de leader à son coéquipier Óscar Sevilla. Perdant du temps tous les jours, il terminera finalement l’épreuve quinzième. Début octobre, lorsque sa formation s'adjuge le Clásico RCN par l'intermédiaire d'Óscar Sevilla, son travail est fondamental.
Participant à d'autres courses du calendrier national colombien, il n'a pas d'autres résultats significatifs. Ses 67 points, accumulés lors de sa victoire au Tour du Chiapas et grâce à sa cinquième place au Tour d'Uruguay, le placent au 33e rang final de l'UCI America Tour 2012.

### Saison 2013
Au mois de novembre, il dispute les XIXe Juegos Deportivos Nacionales pour le département de Boyacá. Il remporte la médaille d'or du contre-la-montre individuel. Ayant préparé spécifiquement l'épreuve, il domine la compétition. Le parcours, exigeant, de 21,3 km est à parcourir deux fois, soit 42,6 km. Dès la fin du premier tour, il a trente-deux et quarante secondes d'avance sur les représentants du département d'Antioquia, Marlon Pérez et Jaime Suaza. Il ne donne aucun signe de fatigue dans le second tour et  remporte le titre devant Pérez et Suaza, repoussés, respectivement, à quarante-et-une et quarante quatre secondes. Il déclare que ce titre est la récompense du travail de toute une année, puisqu'il n'avait gagné jusqu'à ce jour qu'une seule victoire. Il dédicace cette médaille à son père (décédé) et au patron de son équipe.
Une semaine auparavant, il avait participé aux compétitions sur piste des Jeux, terminant quatrième de la poursuite par équipes. Troisième temps des qualifications, il échoue au pied du podium. En finale, mieux partis que leurs rivaux, un membre de sa formation chute. Il doit laisser le bronze aux représentants vallecaucanos. Deux jours plus tard, il obtient cette médaille en finissant troisième de la course aux points.
Il ne dispute pas la course en ligne des Jeux, car sa formation l'envoie disputer la Vuelta a Chiriquí au Panama, à la même date. Il prend le maillot de leader de la course à l'issue du contre-la-montre inaugural. Il y devance son coéquipier Óscar Sevilla d'une seconde. Mais dès le lendemain, à la suite d'une échappée, Sevilla lui subtilise la tête du classement général. Au terme d'une quatrième étape, riche en escarmouches, Casas arrive quelques secondes après un trio, avec plus de huit minutes d'avance sur son coéquipier, piégé dans le peloton principal. Il prend ainsi la tête de la course. Il reste leader jusqu'à la veille de l'arrivée, avec une victoire dans le contre-la-montre de la huitième étape. Mais le lendemain dans l'étape reine, il perd plus de dix minutes sur son coéquipier Sevilla et doit lui laisser la victoire finale.
Il quitte la formation Formesan, pour s'engager avec l'équipe EBSA - Indeportes Boyacá. La saison cycliste colombienne 2013 commence véritablement à la fin mars par la Vuelta al Valle. À la faveur du contre-la-montre, et à son bon comportement dans la dernière étape, la plus accidentée de l'épreuve, Casas s'offre son premier podium de l'année.
Trois semaines plus tard, il se présente au départ du contre-la-montre des Championnats nationaux. Vainqueur des deux dernières éditions, il est le favori logique. Néanmoins, il termine deuxième de l'épreuve à cinq secondes de Carlos Ospina. Ayant plu abondamment le matin, Casas juge qu'il a perdu la course dans les virages, qu'il a pris avec trop de précaution, les trouvant particulièrement glissants.
Peu de temps avant le départ du Tour de Colombie, Iván Casas apprend que tous les résultats qu'il a obtenu depuis le début de la saison sont annulés. Pour s'être soustrait à l'obligation du contrôle antidopage, Casas est suspendu pendant un an, à compter de novembre 2012. Dans un premier temps, il avait été absous par la commission de discipline de la Fédération colombienne de cyclisme mais en appel, le Tribunal Disciplinario Superior confirme la sanction.

## Palmarès sur route
| - 2005 - 4e étape de la Clásica de Girardot - 3e étape du Doble Copacabana Grand Prix Fides (contre-la-montre par équipes) - 2e de la Clásica de Girardot - 2e du Doble Copacabana Grand Prix Fides - 2006 - 2e étape de la Clásica de Girardot - 1re étape du Doble Copacabana Grand Prix Fides - 2e du championnat de Colombie sur route - 2007 - 3e étape du Tour du Frioul-Vénétie julienne - Vuelta a Boyacá : - Classement général - 3e et 5e (contre-la-montre) étapes - 2008 - 1re étape de la Vuelta a la Independencia Nacional - Clásica de Fusagasugá : - Classement général - 1re étape - 3e de la Vuelta al Tolima | - 2010 - Médaille d'or du contre-la-montre des championnats panaméricains - 4e étape du Tour du Venezuela (contre-la-montre) - 2e étape du Clásico RCN - Classement général de la Vuelta a Boyacá - 1re étape du Tour du Chiapas (contre-la-montre) - 2011 - Champion de Colombie du contre-la-montre - Tour d'Uruguay : - Classement général - 7ea étape (contre-la-montre) - Classement général du Tour du Chiapas - Médaille d'argent du contre-la-montre des championnats panaméricains - 2012 - 1re étape de la Vuelta a Boyacá - Contre-la-montre des Juegos Deportivos Nacionales - 1re et 8e étapes de la Vuelta a Chiriquí (2 contre-la-montre) - 2013 - 2e de la Vuelta al Valle del Cauca - 2e du championnat de Colombie du contre-la-montre |

## Classements mondiaux
| Année            | 2006 | 2007 | 2008 | 2009 | 2010 | 2011 | 2012 |
| ---------------- | ---- | ---- | ---- | ---- | ---- | ---- | ---- |
| UCI America Tour | 37e  | 140e | 168e |      | 49e  | 12e  | 33e  |
| UCI Europe Tour  |      | 967e |      |      |      |      |      |

## Résultats sur les championnats

### Championnats du monde professionnels
| 1 participation. - Copenhague 2011 : 141e au classement final. | 1 participation. - Copenhague 2011 : 33e au classement final. |

### Jeux panaméricains
| 1 participation. - Guadalajara 2011 : 19e au classement final. | 1 participation. - Guadalajara 2011 : 7e au classement final. |

### Championnats panaméricains
| 2 participations. - Aguascalientes 2010 : 9e au classement final. - Medellín 2011 : 7e au classement final. | 2 participations. - Aguascalientes 2010 : Vainqueur de l'épreuve. - Medellín 2011 : Deuxième au classement final. |

## Palmarès sur piste

### Jeux d'Amérique centrale et des Caraïbes
- San Salvador 2002
  -  Médaillé d'or de la poursuite par équipes (avec Andrés Rodríguez, Juan Pablo Forero et Carlos Alzate).

### Championnats de Colombie
- Pereira 2007
  -  Médaillé d'or de la course scratch[60].
- Bogota 2011
  -  Médaillé d'argent de la poursuite individuelle[61].
- Cali 2012
  -  Médaillé de bronze de la course aux points des XIX Juegos Deportivos Nacionales[62].